# Società Piemontese di Archeologia e Belle Arti
La Società Piemontese di Archeologia e Belle Arti (SPABA) è una ONLUS italiana con sede a Torino.
Dal suo statuto:
"svolge attività nel settore dello studio, tutela, promozione e valorizzazione delle cose d’interesse artistico e storico di cui alla legge 1º giugno 1939, n.1089, ivi comprese le biblioteche e i beni di cui al decreto del Presidente della Repubblica 30 settembre 1963, n. 1409, ed in particolare la promozione della ricerca e dello studio dei beni archeologici, architettonici, artistici e storici del Piemonte, nonché la conservazione loro e del loro ambiente in collaborazione con le Autorità competenti".
Dal 1917 al 1935 curò la pubblicazione del Bollettino della Società Piemontese di Archeologia e Belle Arti, il cui archivio digitalizzato completo è ospitato sul sito del Ministero dei Beni Culturali.
Dal 1935 al 1945 la Società venne soppressa dal Regime Fascista e fatta confluire nella Deputazione Subalpina di Storia Patria sino al 1946.